# 105P/Сингер Брюстера
Комета Сингер Брюстера (105P/Singer Brewster) — короткопериодическая комета из семейства Юпитера, которая была обнаружена 3 марта 1986 года американским астрономом Stephen Singer-Brewster в Паломарской обсерватории с помощью 0,46-метрового телескопа системы Шмидта. Она была описана как диффузный объект 15,0 m звёздной величины с небольшой конденсацией  в центре. Комета обладает довольно длинным периодом обращения вокруг Солнца — чуть менее 6,47 года.

Орбита кометы Сингер Брюстера и её положение в Солнечной системе

Первым эллиптическую орбиту кометы рассчитал британский астроном Брайан Марсден, который определил, что комета прошла перигелий 8 июня 1986 года на расстоянии 1,95 а. е. от Солнца и имеет период обращения 6,3 года. Комета медленно угасала по мере удаления от Солнца и к 6 сентября исчезла окончательно. В первый раз комета была восстановлена 1 апреля 1992 года американским астрономом Джеймсом Скотти в обсерватории Китт-Пик. Он описал её как диффузный объект 20,4 m с комой 8 ' угловых секунд в поперечнике. Текущее положение кометы относительно расчётного, указывало на то, что прогноз требовал корректировки всего на -0,84 суток. 
Данная комета является единственным примером, когда комета была названа в честь человека с двойной фамилией, разделённой дефисом. Однако, дефис используется в названии кометы только для разделения первооткрывателей, в случае когда их несколько (41P/Туттля — Джакобини — Кресака), поэтому если первооткрыватель имеет двойную фамилию, дефис отбрасывается от имени кометы и заменяется пробелом, чтобы показать, что открыватель был только один.

## Сближение с планетами
В XX веке комета испытала три тесных сближения с Юпитером, одно из которых сопровождалось серьёзным изменением орбиты. Ещё одно подобное сближение произойдёт в середине XXI века. 
- 0,88 а. е. от Юпитера 16 июля 1917 года;
- 0,66 а. е. от Юпитера 25 декабря 1928 года;
- 0,37 а. е. от Юпитера 5 августа 1976 года;
  - уменьшение расстояния перигелия с 2,27 а. е. до 1,95 а. е.;
  - уменьшение орбитального периода с 6,70 до 6,29 года;
- 0,41 а. е. от Юпитера 6 августа 2059 года.